# 1929년 그랜드뱅크스 지진
1929년 그랜드뱅크스 지진은 1929년 11월 18일 뉴펀들랜드 로렌티안 경사 지진 구역에서 발생한 규모 7.2의 지진이다.
지진 충격은 모멘트 규모 7.2, 최대 로시-포렐 강도 VI(강한 진동)를 가졌으며 로렌시아 슬로프 지진대의 뉴펀들랜드 남쪽 해안에서 떨어진 대서양을 중심으로 발생했다.